# Tadeusz Szetela (1924–2019)
Tadeusz Szetela (ur. 3 stycznia 1924 w Dobrzechowie, zm. 18 stycznia 2019 w Krośnie) – polski duchowny rzymskokatolicki.

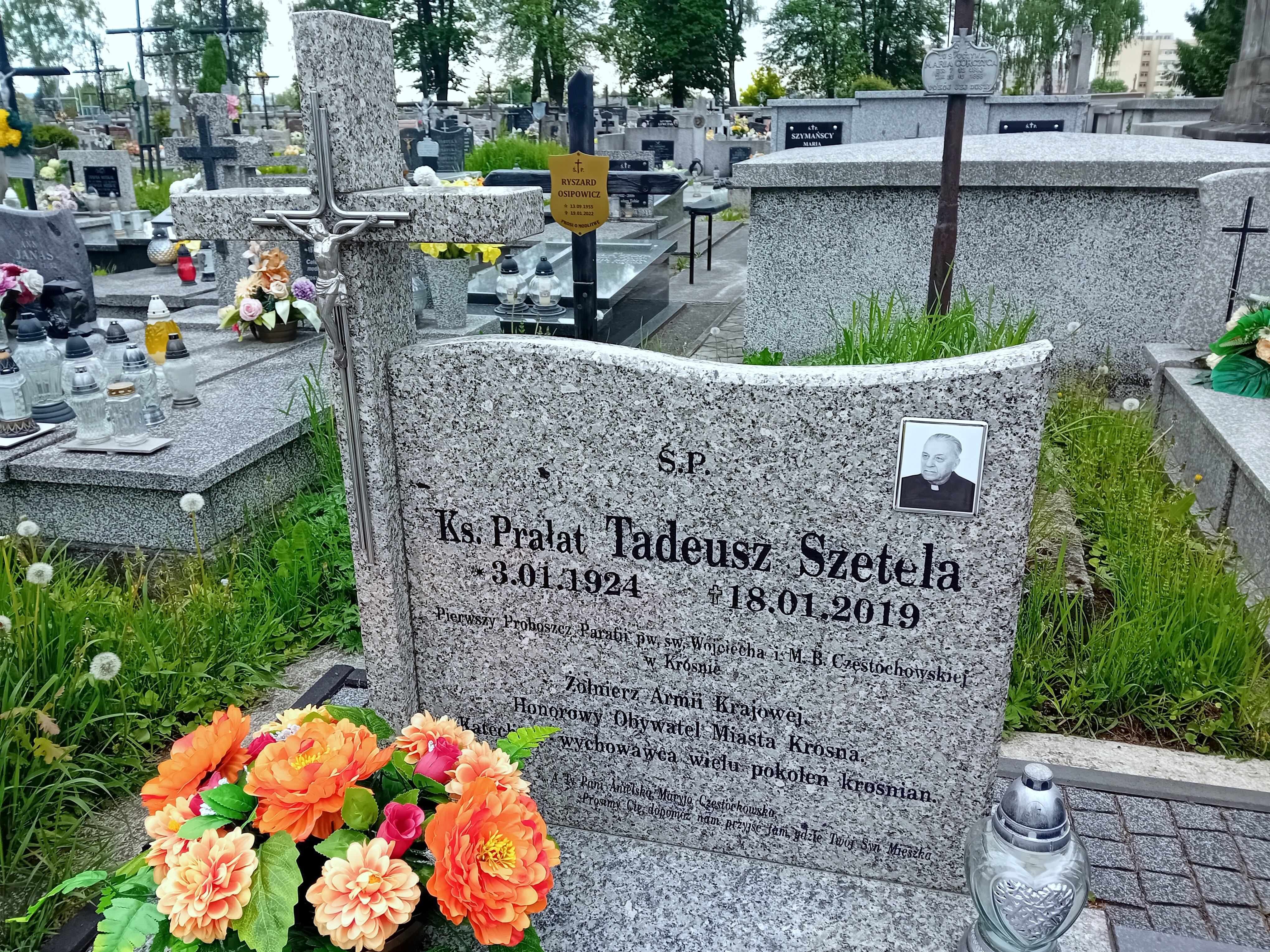
Nagrobek ks. Tadeusza Szeteli

## Życiorys
Urodził się w Dobrzechowie koło Strzyżowa, gdzie uczęszczał do szkoły powszechnej. Uczył się w II Państwowym Gimnazjum i Liceum im. Stanisława Sobińskiego w Rzeszowie. W czasie II wojny światowej walczył w szeregach Armii Krajowej. W 1944 brał udział w akcji „Burza”. Po wojnie powrócił do nauki w I Państwowym Gimnazjum i Liceum im. Stanisława Konarskiego w Rzeszowie. Przez rok studiował prawo na Uniwersytecie Jagiellońskim. 
W 1947 wstąpił do Wyższego Seminarium Duchownego w Przemyślu. 22 czerwca 1952 otrzymał święcenia kapłańskie. Był wikariuszem w: parafii Majdan Królewski (1952–1956), parafii farnej w Łańcucie (1956–1959), parafii Zarzecze (1959–1960). 
W 1960  został wikariuszem parafii farnej w Krośnie. Był katechetą w I LO im. Mikołaja Kopernika. W kwietniu 1966 został mianowany rektorem kościoła św. Wojciecha należącego terytorialnie do krośnieńskiej fary. W kwietniu 1968 została erygowana nowa parafia św. Wojciecha w krośnieńskiej dzielnicy Zawodzie. Został wówczas jej pierwszym proboszczem, aż do 1999. 
W listopadzie 1991 roku otrzymał tytuł Honorowego Kapelana Jana Pawła II. 22 listopada 1999 został mianowany Kapelanem Jego Świątobliwości. W 2002 uchwałą Rady Miasta Krosna otrzymał tytuł Honorowego Obywatela Miasta Krosna. W styczniu 2005 został mianowany kapelanem Światowego Związku Żołnierzy AK obwodu krośnieńskiego. 
Nadal mieszkał na terenie parafii jako rezydent. Zmarł 18 stycznia 2019. Został pochowany na Cmentarzu Komunalnym w Krośnie.

## Odznaczenia
- Krzyż Kawalerski Orderu Odrodzenia Polski (2008)[6].
- Medal Komisji Edukacji Narodowej (2009)[7][8].